# بيتر فينتر (منافس ألعاب قوى)
بيتر فينتر (بالإنجليزية: Peter Winter) هو منافس ألعاب قوى أسترالي، ولد في 17 يناير 1971.

## وصلات خارجية
- بيتر فينتر على موقع الاتحاد الدولي لألعاب القوى (الإنجليزية)
- بيتر فينتر على موقع النتائج التاريخية لألعاب القوى الأسترالية (الإنجليزية)
- بيتر فينتر على موقع أوليمبيديا (الإنجليزية)
- بيتر فينتر على موقع اللجنة الأولمبية الأسترالية (الإنجليزية)
- بيتر فينتر على موقع اتحاد ألعاب الكومنولث (مؤرشف) (الإنجليزية)